# Manolo el del Bombo
Pour les articles homonymes, voir Bombo.
 (mai 2025).
Si vous disposez d'ouvrages ou d'articles de référence ou si vous connaissez des sites web de qualité traitant du thème abordé ici, merci de compléter l'article en donnant les références utiles à sa vérifiabilité et en les liant à la section « Notes et références ».
Manuel Cáceres Artesero, né le 15 janvier 1949 à San Carlos del Valle et mort le 1er mai 2025 à Moncofa, plus connu comme Manolo, el del bombo, est le plus célèbre supporter du Valence CF et surtout de l'équipe nationale d'Espagne.
Devenu une institution nationale, il est facilement reconnaissable à son grand béret, à son maillot de l'équipe d'Espagne frappé du numéro 12 (le chiffre 12 représentant l'ensemble des supporteurs dans la culture footballistique espagnole) et à sa fameuse grosse caisse siglée « El bombo de España » (« La grosse caisse d'Espagne »), qu'il frappe continuellement durant les matchs.
Manolo n'a manqué qu'un seul match de l'équipe d'Espagne depuis sa première apparition en coupe du monde en 1982 (lors de la coupe du monde 2010: voir ci-dessous). Il souhaite arriver à 12 coupes du monde avant de prendre sa retraite de supporter à l'âge de 77 ans.
Lors de la Coupe du monde 1982, il parcourt 15 800 km en auto-stop à travers l'Espagne pour suivre son équipe. Il atteint une certaine notoriété lors de l'Euro 1984 où il est repéré par Thierry Roland : ce dernier ne manque d'ailleurs jamais de le saluer d'un « on entend la grosse caisse de Manolo ».
Il possède un bar à proximité du stade de Valence. En raison de ses fréquentes absences pour supporter son équipe favorite et de son refus de laisser qui que ce soit gérer son bar, Manolo a subi d'importantes pertes financières dues à sa passion. Il a également perdu sa famille, partie durant un de ses déplacements pour un match en 1987.
Le 1er juillet 2010, atteint d'une pneumonie, il a dû quitter l'Afrique du Sud lors de sa huitième Coupe du monde, ce qui lui a fait manquer un match de l'Espagne pour la première fois depuis 1982.
Le 1er mai 2025, il est retrouvé mort à son domicile de Moncofa.